# Terence William Thomas Colfer
Terence William Thomas Colfer (* 8. September 1942 in London) ist ein ehemaliger kanadischer Botschafter.

## Leben
Am 20. August 1966 heiratete Terence Colfer Lynn Kirby. 1965 wurde er Bachelor der politischen Wissenschaft des Royal Military College of Canada in Kingston.
Terence Colfer trat 1969 in den auswärtigen Dienst und wurde in Rom, Sydney, Detroit und Boston beschäftigt. 1976 war er Vizekonsul in Dallas, Texas. Von 1987 bis 1988 leitete er die Überseeabteilung. Von 1988 bis 1990 leitete er die Abteilung Handel und Tourismusförderung in die USA. Von 1994 bis 1996 leitete er die Abteilung Südasien. Am 2. Juni 1996 wurde er zum Botschafter in Doha, Katar ernannt. Am 3. Juni 1996 wurde er zum Botschafter in Kuwait ernannt, wo er bis 14. Juli 1999 postiert war. Am 11. August 1999 wurde er zum Botschafter in Teheran ernannt. 2003 wurde er in den Ruhestand versetzt.
| Vorgänger            | Amt                                                              | Nachfolger       |
| -------------------- | ---------------------------------------------------------------- | ---------------- |
| J. Christopher Poole | kanadischer Botschafter in Doha 2. Juni 1996 bis                 | Richard Mann     |
| J. Christopher Poole | kanadischer Botschafter in Kuwait 3. Juni 1996 bis 14. Juli 1999 | Richard Mann     |
| Michel de Salaberry  | kanadischer Botschafter in Teheran 11. August 1999 bis 2003      | Philip MacKinnon |